# Stadion Šahid Derahšan
Stadion Šahid Derahšan je višenamjenski stadion u Robat Karimu, naselju udaljenom 27 km od središta Teherana u Iranu.
Najviše se koristi za nogometne susrete, a bio je domaćim igralištem nogometnom klubu Saba Teheran koji je 2008. godine preseljen u Kom. 
Može primiti 12.000 gledatelja.
Stadion se počelo graditi 2002. godine, a iste godine je i otvoren.
Stadion je dobio ime po bivšem iranskom nogometašu i današnjem treneru Hamidu Derahšanu.

## Vanjske poveznice
- Stranica o stadionu  Arhivirana inačica izvorne stranice od 9. listopada 2007. (Wayback Machine) na stranicama nogometnog kluba "Saba"